# Карбонера
Карбонѐра (на италиански и на венециански: Carbonera) е град и община в Северна Италия, провинция Тревизо, регион Венето. Разположен е на 18 m надморска височина. Населението на общината е 11 187 души (към 2014 г.).